# Robert Munro (1er baron Alness)
Pour les articles homonymes, voir Robert Munro et Munro (homonymie).
Robert Munro (28 mai 1868 - 6 octobre 1955), est un avocat, juge et homme politique libéral écossais. Il est secrétaire pour l'Écosse entre 1916 et 1922 dans le gouvernement de coalition de David Lloyd George et Lord Justice Clerk entre 1922 et 1933.

## Biographie
Munro est né à Alness, Ross-shire, fils de Margaret Sinclair, fille du révérend John Sinclair et du révérend Alex Ross Munro. Il fait ses études à l'Aberdeen Grammar School et à l'Université d'Édimbourg.

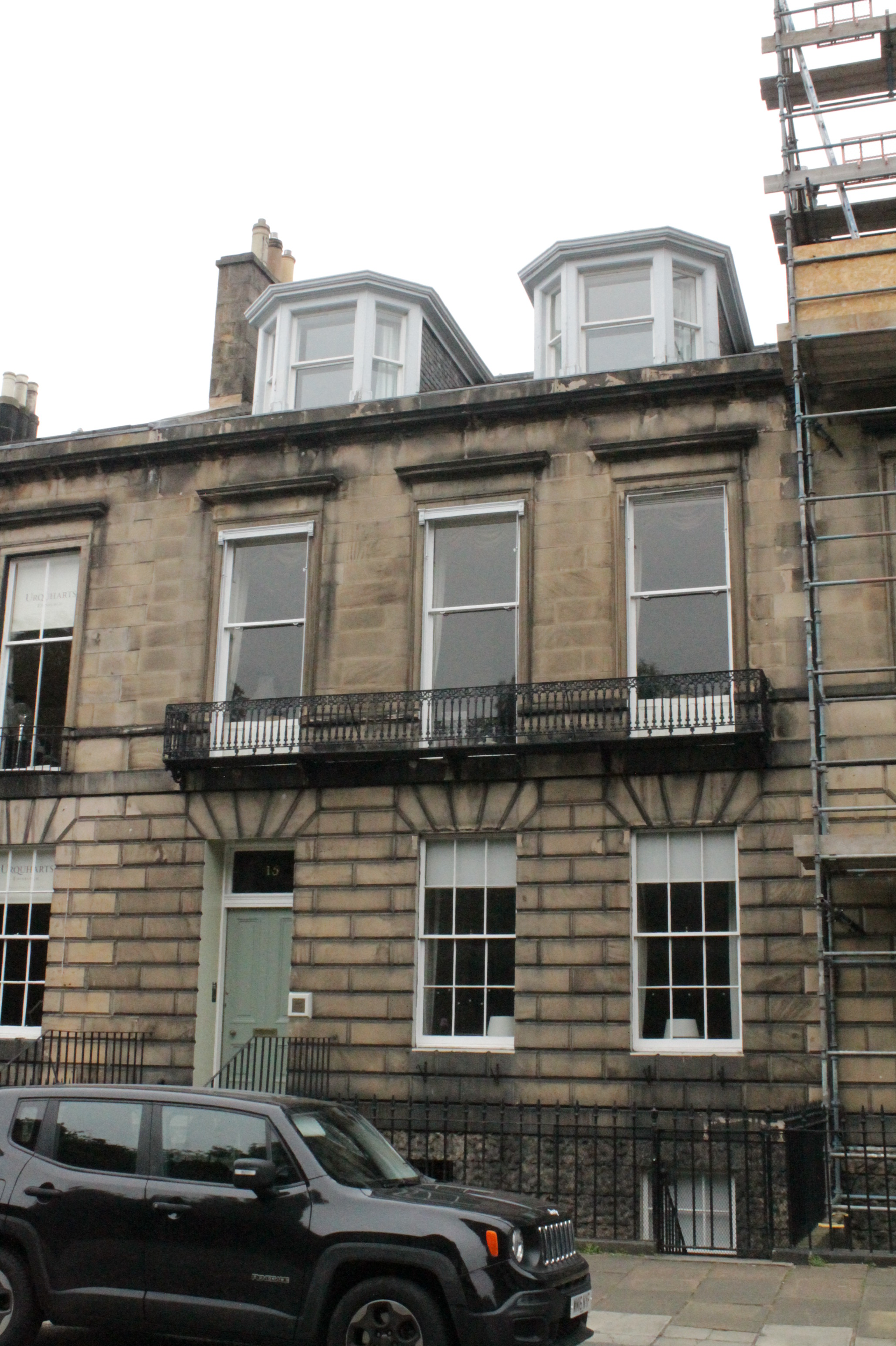
Maison de ville à 15 Heriot Row, Édimbourg

Munro est admis au barreau écossais en tant qu'avocat en 1893. Il est avocat au Board of Inland Revenue et devient Conseiller de la reine en 1910. À ce stade, il vit au 15 Heriot Row : une immense maison de ville géorgienne au centre d'Édimbourg,.
Aux élections générales de janvier 1910 il est élu député libéral de Wick Burghs, occupant le siège jusqu'à son abolition pour les élections de 1918,. Il est ensuite réélu à la Chambre des communes en tant que député de la nouvelle circonscription de Roxburgh et Selkirk, occupant le siège jusqu'en 1922.
En 1913, Munro est admis au Conseil privé et nommé Lord Advocate par Herbert Henry Asquith. Lorsque David Lloyd George devient Premier ministre en décembre 1916, Munro entre dans le cabinet en tant que Secrétaire d'État pour l'Écosse, poste qu'il occupe jusqu'à la fin du gouvernement de coalition en octobre 1922. La dernière année, il est nommé au banc en tant que lord juge greffier et président de la deuxième division de la Cour de session, prenant le titre judiciaire Lord Alness. Il occupe également le poste de conseiller à Lincoln's Inn en 1924.
Après sa retraite du banc en 1933, il est élevé à la pairie comme baron Alness, d'Alness dans le comté de Ross et de Cromarty, le 27 juin 1934. Il retrouve un poste politique en mai 1940 lorsque Winston Churchill le nomme Lord-in-waiting (whip du gouvernement) dans la coalition de guerre nouvellement formée, siégeant en tant que national libéral. Il conserve ce poste (comme l'un des rares non-conservateurs) dans le bref gouvernement intérimaire de Churchill en 1945. En 1947, il est investi comme Chevalier Grand-Croix de l'Ordre de l'Empire britannique.
Robert Munro est également lieutenant adjoint d'Édimbourg.
Robert Munro se marie deux fois. Il épouse d'abord Edith Gwladys Evans, fille du révérend John Lewellyan Evans, en 1898. Après sa mort en septembre 1920, il se remarie à Olga Marie Grumler, fille de Jeanes Georges Grumler, en 1921. Les deux mariages sont sans enfants. Lord Alness est mort en octobre 1955, âgé de 87 ans, et la baronnie s'éteint.